# Stripsenkopf

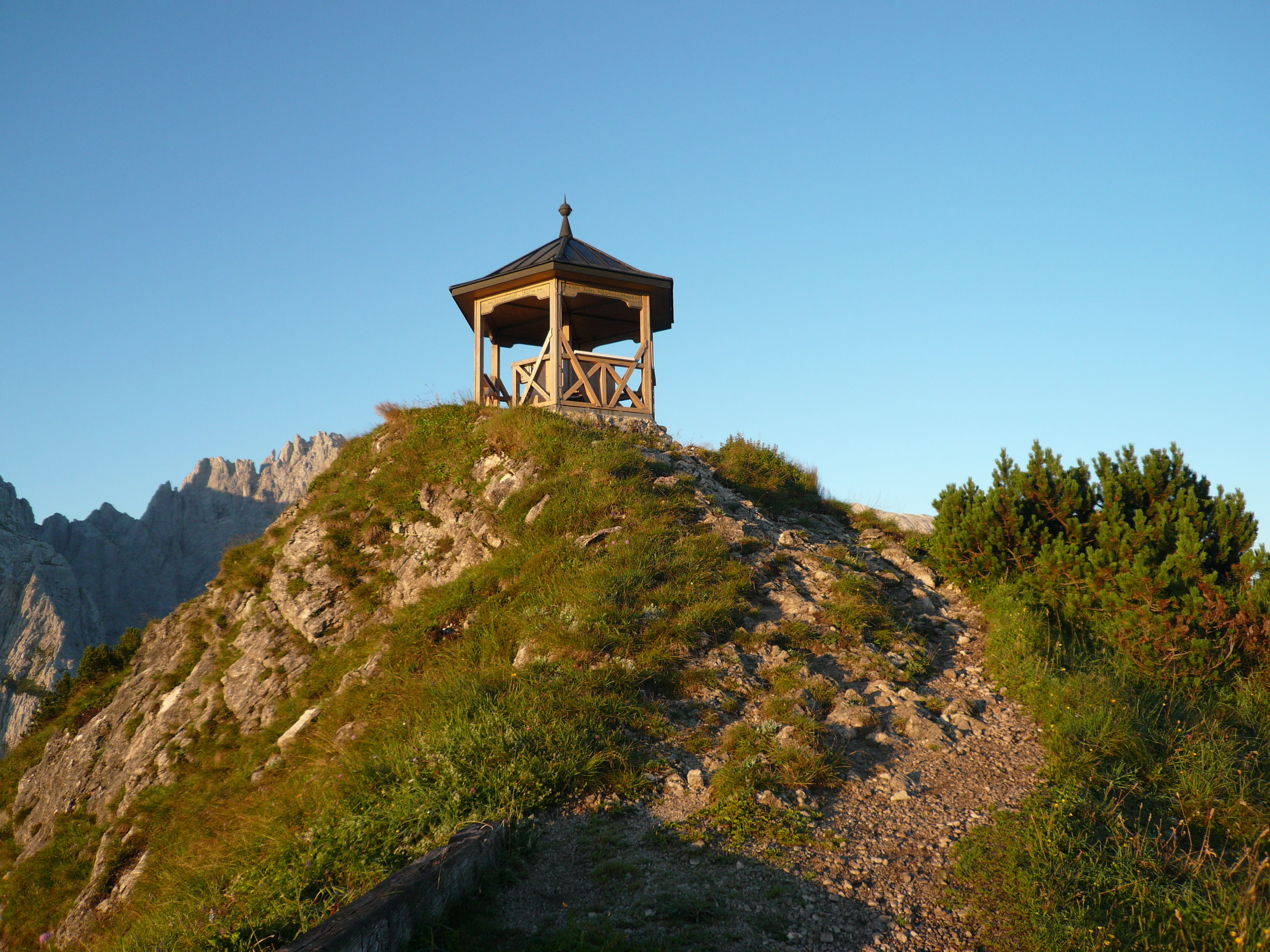
Gipfel des Stripsenkopfs mit Pavillon

Der Stripsenkopf ist ein Berg im Kaisergebirge in den nördlichen Kalkalpen. Er gehört zum Zahmen Kaiser und ist bis zum 1807 m ü. A. hohen Gipfel mit Bergkiefern bewachsen.

## Lage
Der Stripsenkopf erhebt sich direkt nördlich über dem Stripsenjoch, welches den Gipfel vom Wilden Kaiser trennt.
Seine Lage macht den Stripsenkopf zu einem sehr beliebten Ausflugsberg mit eindrucksvollem Ausblick auf die Felswände von Karlspitzen und Totenkirchl. Vom Stripsenkopf zieht nach Nordosten ein breiter Grat hinüber zum Feldberg (1814 m), darüber verläuft ein häufig begangener Steig bis nach Griesenau. Auf der Westseite bricht der Stripsenkopf mit Latschen- und Waldhängen ins Kaisertal und nach Südosten mit Schrofenflanken und Gräben ins Kaiserbachtal ab.

## Routen
Auf den Stripsenkopf führen mehrere markierte Routen. Der Normalanstieg beginnt auf der Griesner Alm (1000 m) und führt über das Stripsenjochhaus in rund 2,5 Stunden über eine kurze gesicherte Stiege auf den Gipfel mit Holzpavillon. Wesentlich länger ist der Weg von Kufstein über das Anton-Karg-Haus und das Hans-Berger-Haus auf den Stripsenkopf in rund 5 Stunden. Des Weiteren existiert ein Steig aus dem Kohltal bei Schwendt über den Tristecken sowie eine Route von Griesenau über die Scheibenbühelalm und den benachbarten Feldberg zum Stripsenkopf.